# Axintele
Axintele est une commune du județ de Ialomița en Roumanie.